# Azalais d'Altier
Azalais d'Altier, o Azalaïs d'Altier (fl. XIII secolo), è stata una delle prime trobairitz del XIII secolo.
Originaria di Altier, nel Gévaudan, talvolta confusa con Almucs de Castelnau. 
Azalais ha scritto "Tanz salutz e tantas amors", l'unico salut d'amor attribuito a una donna, costituito di 101 versi in distici rimati. Lo scopo del componimento era quello di far riconciliare due amanti ed era dedicato a una donna, forse Clara d'Anduza. La sua somiglianza stilistica alla canso di Clara, "En greu esmay et en greu pessamen", dà l'impressione che possa essere stata scritta come risposta. Azalais era ben nota nei circoli trobadorici, dato che Uc de Saint-Circ dedicava la sua "Anc mais non vi temps ni sazo" a lei nella sua tornada. Ciò nonostante il grande trovatore la ignorerà quando comporrà le vidas. 
Azalais stessa era una donna colta e deve avere avuto familiarità con la materia di Roma attraverso il Roman de Troie di Benoît de Sainte-Maure, a cui si riferisce nel suo salut:
Esiste oggi una strada chiamata "Rue Azalais d'Altier" a Montpellier. 